# 41a Mostra Internacional de Cinema de Venècia
La 41a Mostra Internacional de Cinema de Venècia es va celebrar entre l'1 i l'11 de setembre de 1984 sota la direcció de Gian Luigi Rondi. No es va concedir el Lleó d'Or com a premi a la carrera. El principal esdeveniment de l'edició va ser, fora de competició, l'estrena de Heimat, una pel·lícula de gairebé 16 hores dirigida per Edgar Reitz. Entre els altres títols mostrats fora de competició hi havia Indiana Jones and the Temple of Doom de Steven Spielberg', The NeverEnding Story de Wolfgang Petersen i la versió restaurada de Metropolis editada per Giorgio Moroder. La retrospectiva fou dedicada a Luis Buñuel.

## Jurat
El jurat de l'edició de la Mostra de 1984 era format per:
- Michelangelo Antonioni (president) (Itàlia)
- Rafael Alberti (Espanya)
- Balthus (França)
- Ievgueni Ievtuixenko (URSS)
- Günter Grass (RFA)
- Joris Ivens (Països Baixos)
- Isaac Bashevis Singer (EUA),
- Erica Jong (EUA)
- Erland Josephson (Suècia)
- Paolo i Vittorio Taviani (Itàlia)
- Goffredo Petrassi (Itàlia)

## Selecció oficial

### En competició
| Títol original                                    | Director(s)                      | País de producció |
| ------------------------------------------------- | -------------------------------- | ----------------- |
| Angelas Krig                                      | Eija-Elina Bergholm              | Finlàndia         |
| Angyali udvozlet                                  | Andràs Jeles                     | Hongria           |
| Claretta                                          | Pasquale Squitieri               | Itàlia            |
| Dionysos                                          | Jean Rouch                       | França            |
| Le favoris de la lune                             | Otar Ioseliani                   | França            |
| Les nuits de la pleine lune                       | Eric Rohmer                      | França            |
| Il futuro è donna                                 | Marco Ferreri                    | Itàlia            |
| Greystoke: The Legend of Tarzan, Lord of the Apes | Hugh Hudson                      | Regne Unit        |
| L'amour par terre                                 | Jacques Rivette                  | França            |
| L'amour à mort                                    | Alain Resnais                    | França            |
| Maria's Lovers                                    | Andrei Konchalovsky              | Estats Units      |
| Der Spiegel                                       | Erden Kiral                      | RFA               |
| La neve nel bicchiere                             | Florestano Vancini               | Itàlia            |
| Ninguem duas vezes                                | Jorge Silva Melo                 | Portugal          |
| Paar                                              | Goutam Ghose                     | Índia             |
| Uno scandalo perbene                              | Pasquale Festa Campanile         | Itàlia            |
| Sister Stella L.                                  | Mike De Leon                     | Filipines         |
| Bereg                                             | Aleksandr Alov i Vladimir Naumov | Unió Soviètica    |
| Sonatine                                          | Micheline Lanctôt                | Canadà            |
| Los zancos                                        | Carlos Saura                     | Espanya           |
| Noi tre                                           | Pupi Avati                       | Itàlia            |
| Tukuma                                            | Palle Kjærulff-Schmidt           | Dinamarca         |
| Da qiao xia mian                                  | Chen Bai                         | R.P. de la Xina   |
| Ybris                                             | Gavino Ledda                     | Itàlia            |
| Rok spokojnego słońca                             | Krzysztof Zanussi                | Polònia           |

### Fora de competició
Entre els altres títols mostrats fora de competició hi havia Indiana Jones and the Temple of Doom de Steven Spielberg, The NeverEnding Story de Wolfgang Petersen i la versió restaurada de Metropolis editada per Giorgio Moroder.

## Seccions autònomes

### Setmana de la Crítica del Festival de Cinema de Venècia
Les següents pel·lícules foren exhibides com en competició per a aquesta secció:
- O pokojniku sve najlepse de Predrag Antonijevic
- Me'Ahorei Hasoragim d'Uri Barbash
- Wildrose de John Hanson
- Unerreichbare Nähe de Dagmar Hirtz
- Strikebound de Richard Lowenstein
- Jukkai no mosukîto de Yoichi Sai
- A csoda vége de János Vészi

## Premis
- Lleó d'Or

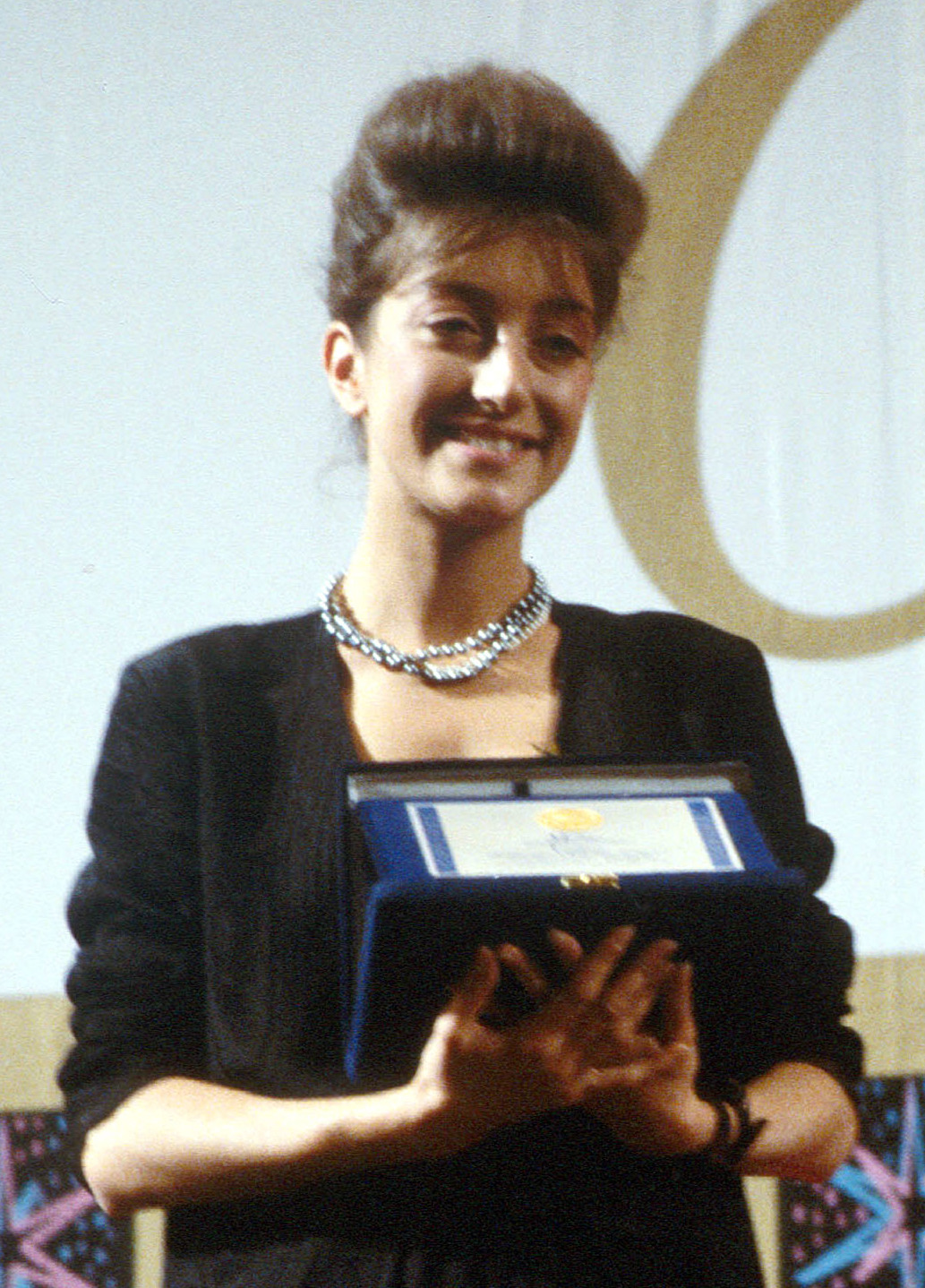
Pascale Ogier, guanyadora de la Copa Volpi a la millor actriu

  - Rok spokojnego słońca de Krzysztof Zanussi
- Lleó de plata
  - Sonatine de Micheline Lanctôt
- Premi Especial del Jurat:
  - Le favoris de la lune d'Otar Ioseliani
- Copa Volpi
  - Millor Actor - Naseeruddin Shah (Paar)
  - Millor Actriu - Pascale Ogier (Les nuits de la pleine lune)